# Alina Baraz
Alina Baraz (Cleveland, Ohio; 24 de septiembre de 1993) es una cantante y compositora estadounidense. En 2015, Baraz y el productor de música electrónica, Galimatias, lanzaron juntos un EP titulado Urban Flora a través de Ultra Music después de que ambos descubrieran en línea el trabajo del otro. El EP tuvo una recepción positiva y fue un éxito en streaming. Desde 2016, Baraz ha trabajado como solista, en 2018 dio a conocer su primer EP, titulado The Color of You. En 2020 lanzó su álbum It Was Divine.

## Primeros años de vida
Alina Baraz nació el 24 de septiembre de 1993 en Cleveland, Ohio. Sus padres eran rusos y ella fue la primera hija que nació en Estados Unidos. Mientras crecía, sus padres le mostraron la música clásica, y por su cuenta se interesó en la música de los años 90 y en cantantes como Adele, Amy Winehouse y Corinne Bailey Rae. Empezó a cantar a una edad joven en su coro religioso. A los 19 años decide mudarse a Los Ángeles, California para buscar una carrera profesional como cantante. Desarrolló una pasión por componer canciones y escribió su primera canción titulada "Roses Dipped in Gold", la cual lanzó el 15 de abril de 2013, en una colección titulada "Lounge Masters Vibes".

## Carrera

### 2013–2016:Urban Flora
Después de mudarse a Los Ángeles, Baraz descubrió en Internet la música del productor electrónico danés Galimatias. Ella compuso la letra para una de sus canciones instrumentales y la liberó en SoundCloud como una canción titulada "Drift" en 2013. Galimatias escuchó la canción y decidió crear más música con ella. Ambos realizaron un EP titulado Urban Flora enviándose música el uno al otro a través de Facebook y no se conocieron en persona hasta febrero de 2015, cuando su proyecto ya había concluido. Además de "Drift", las canciones "Pretty Thoughts", "Make You Feel" y "Fantasy" se lanzaron individualmente antes de Urban Flora. El EP se liberó originalmente en SoundCloud, pero el 19 de mayo de 2015, tuvo un lanzamiento digital comercial a través de Ultra Music. Después de su lanzamiento, Urban Flora recibió críticas positivas y alcanzó el número 111 en la lista Billboard 200 y el número 2 en la lista de álbumes Dance/Electronic. El 9 de septiembre de 2015 se lanzó un EP con remixes de Urban Flora, más tarde ese mes Baraz y Galimatias realizaron en Norteamérica una breve gira en conjunto para promocionar el EP. En agosto de 2016, Baraz firmó un contrato discográfico con el sello independiente Mom + Pop Music y lanzó una edición en vinilo de Urban Flora.

### 2016–presente:The Color of YoueIt Was Divine
En primavera y verano de 2016, Baraz hizo sus primeras apariciones en vivo como solista al presentarse en festivales de música estadounidenses como Lightning in a Bottle, Sasquatch! Music Festival, Electric Forest Festival y Lollapalooza. También durante el verano de 2016, Baraz compartió que estaba trabajando en su primer álbum como solista. Su primer sencillo, "Electric" con el cantante estadounidense Khalid, se lanzó el 20 de enero de 2017 a través de Mom + Pop Music, el sencillo apareció más tarde en su segundo EP The Color of You en 2018. Tras lanzar el sencillo, Baraz anunció su primera gira como solista, titulada "Let's get Lost Tour". La gira se llevó a cabo de marzo a abril de 2017 y visitó varias ciudades de los Estados Unidos y Canadá.
En septiembre y octubre de 2017, Baraz fue telonera de la banda de rock británica Coldplay durante sus últimos 8 conciertos norteamericanos en su gira A Head Full of Dreams Tour. El 29 de septiembre de 2017, Baraz lanzó dos sencillos titulados "Lavender and Velvet" y "Buzzin" en anticipación a su primer álbum. "Buzzin" alcanzó la posición número 10 en la lista de canciones Dance/Electrónica de Billboard. El video musical para la canción, que fue su primer video musical, estuvo disponible a través de Apple Music exclusivamente a partir del 22 de diciembre de 2017. Se anunció que Baraz era parte de los artistas que participarían en Coachella del 2018.
El 6 de abril de 2018, Baraz lanzó su primer EP como solista The Color of You y liberó un video musical para la canción "I Don't Even Know Why Though".
En septiembre de 2019, Baraz estrenó su sencillo "To Me" en YouTube y varias plataformas de streaming.
Baraz anunció su primer álbum It Was Divine el 10 de marzo de 2020, y se lanzó el 24 de abril del mismo año.